# جوردن لوند
جوردن لوند (به انگلیسی: Jordan Lund) (زاده ۷ مهٔ ۱۹۵۷) بازیگر آمریکایی است.
از فیلم‌های معروف او می‌توان به بازی در فیلم چاقوی ضامن دار اشاره کرد.